# Бржевновський цвинтар
Бржевновський цвинтар (чеськ. Břevnovský hřbitov) — цвинтар у Празі, Чехія.

## Розташування
Бржевновський цвинтар розташований поруч з Бржевновським монастирем, в історичні місцевості Праги Бржевнов.

## Історія
Цвинтар був заснований ченцями Бржевновського монастиря у 1739 році. Спочатку використовувався для поховання ченців. З XIX столітті на Бржевновському цвинтарі почали ховати й мирян, після чого кількість поховань стрімко збільшувалася, і цвинтар було розширено у 1869 та 1881 роках. 

## Пам'ятки

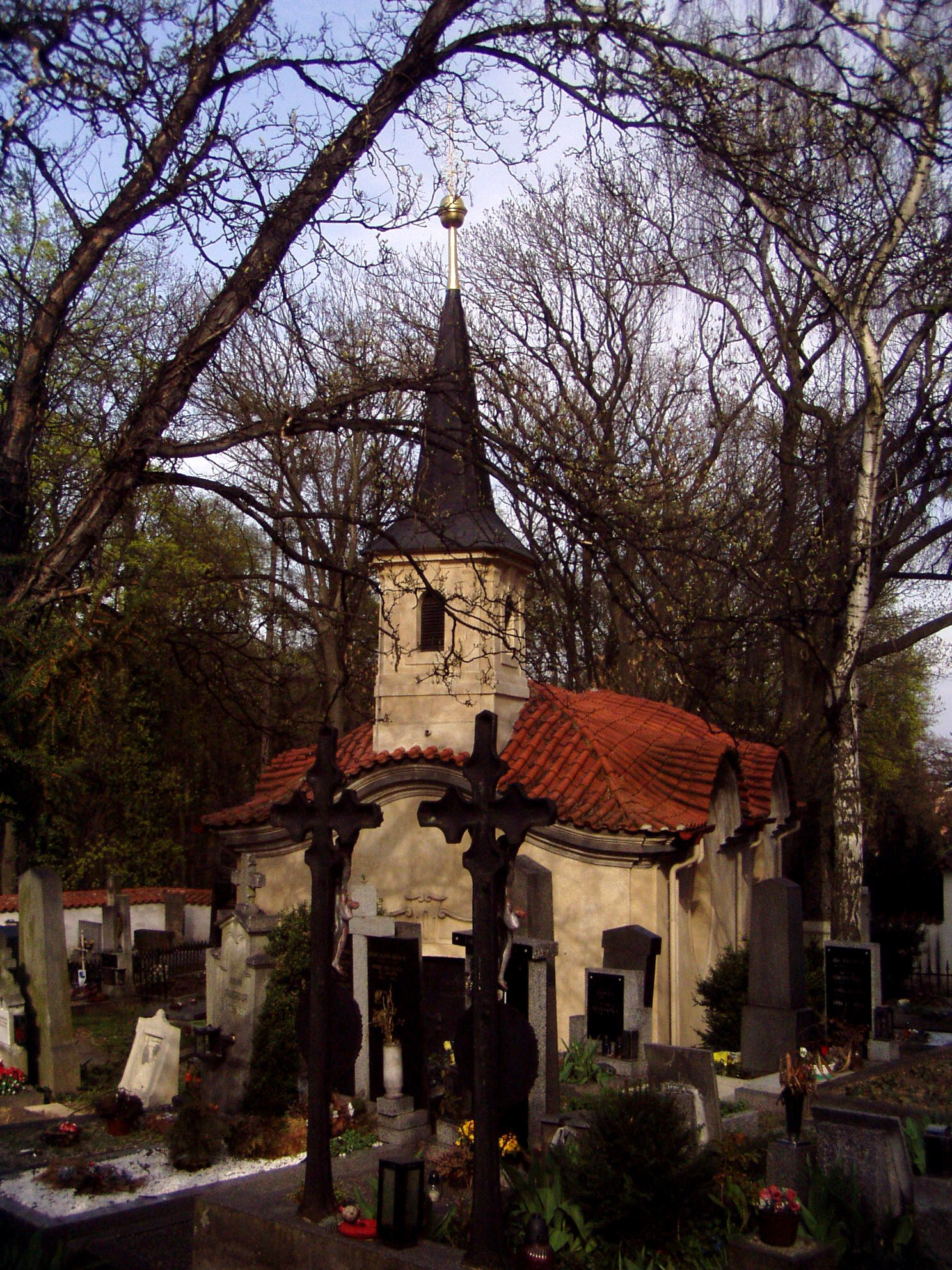
Каплиця святого Лазаря

На території Бржевновського цвинтаря знаходиться каплиця святого Лазаря, збудована у 1762 році за проектом чеського архітектора Ансельмо Лураґо.

## Відомі особи, які поховані на Бржевновському цвинтарі
- Войтех Ярнік[cs] — чеський математик, педагог, професор, академік Чехословацької академії наук.
- Ян Паточка — чеський філософ.
- Карел Криль — чеський поет, прозаїк та співак[1].
- Іван Дівіш[cs] — чеський поет.
- Франтішек Тіхий[cs] — чеський художник.
- Сиґізмунд Бушка[cs] — чеський поет, перекладач та літературознавець.
- Йозеф Тополь[cs] — чеський письменник та драматург.
- Іржі Валента[cs] — чеський художник.
- Франтішек Гудечек[cs] — чеський художник, графік та ілюстратор.
- Алеш Гавлічек[cs] — чеський філософ.
- Ярослав Кугра[cs] — чеський архітектор.
- Франтішек Нушл — чеський астроном та математик, один із основоположників сучасної чеської астрономії.

## Галерея

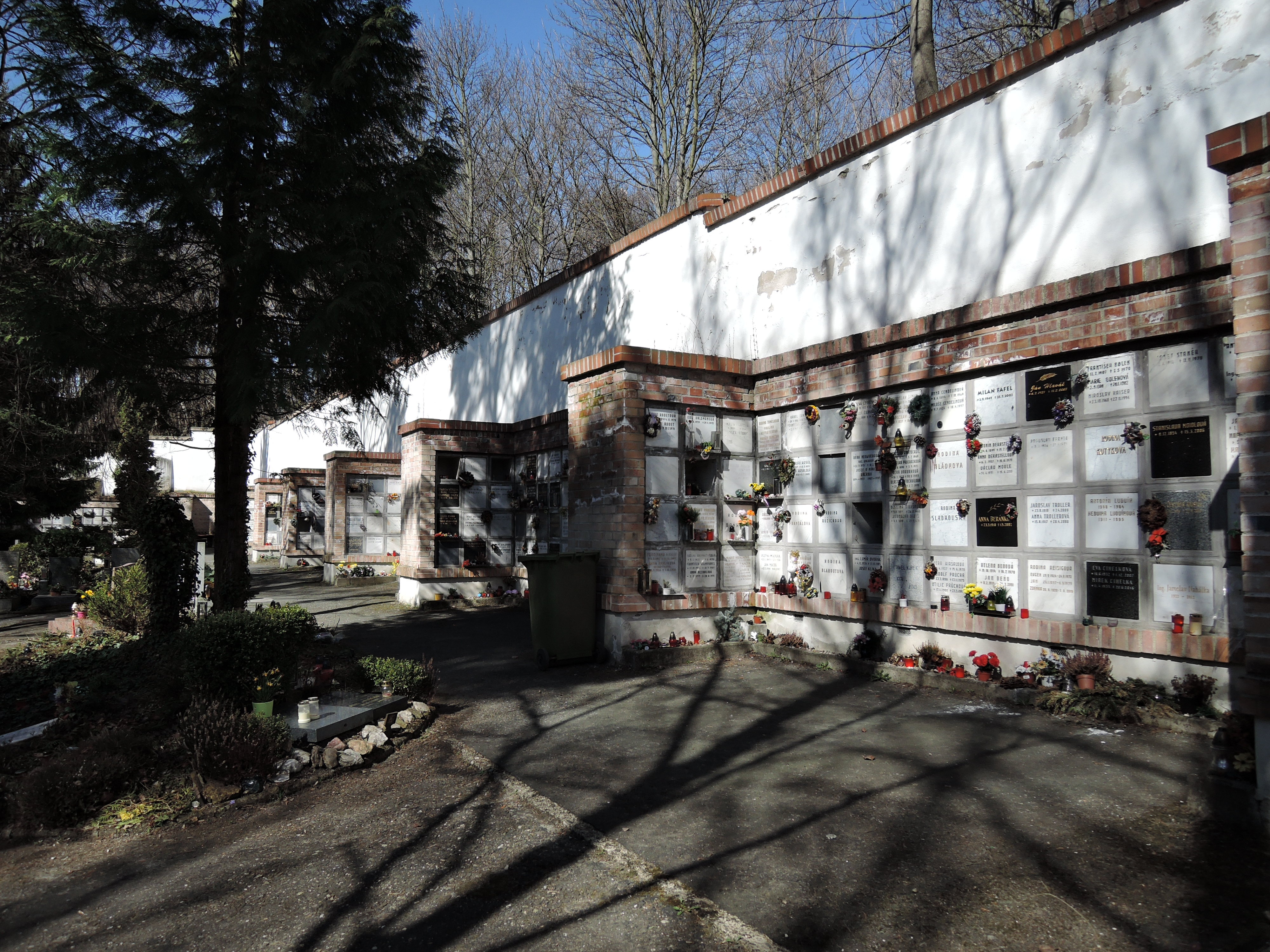
Колумбарій
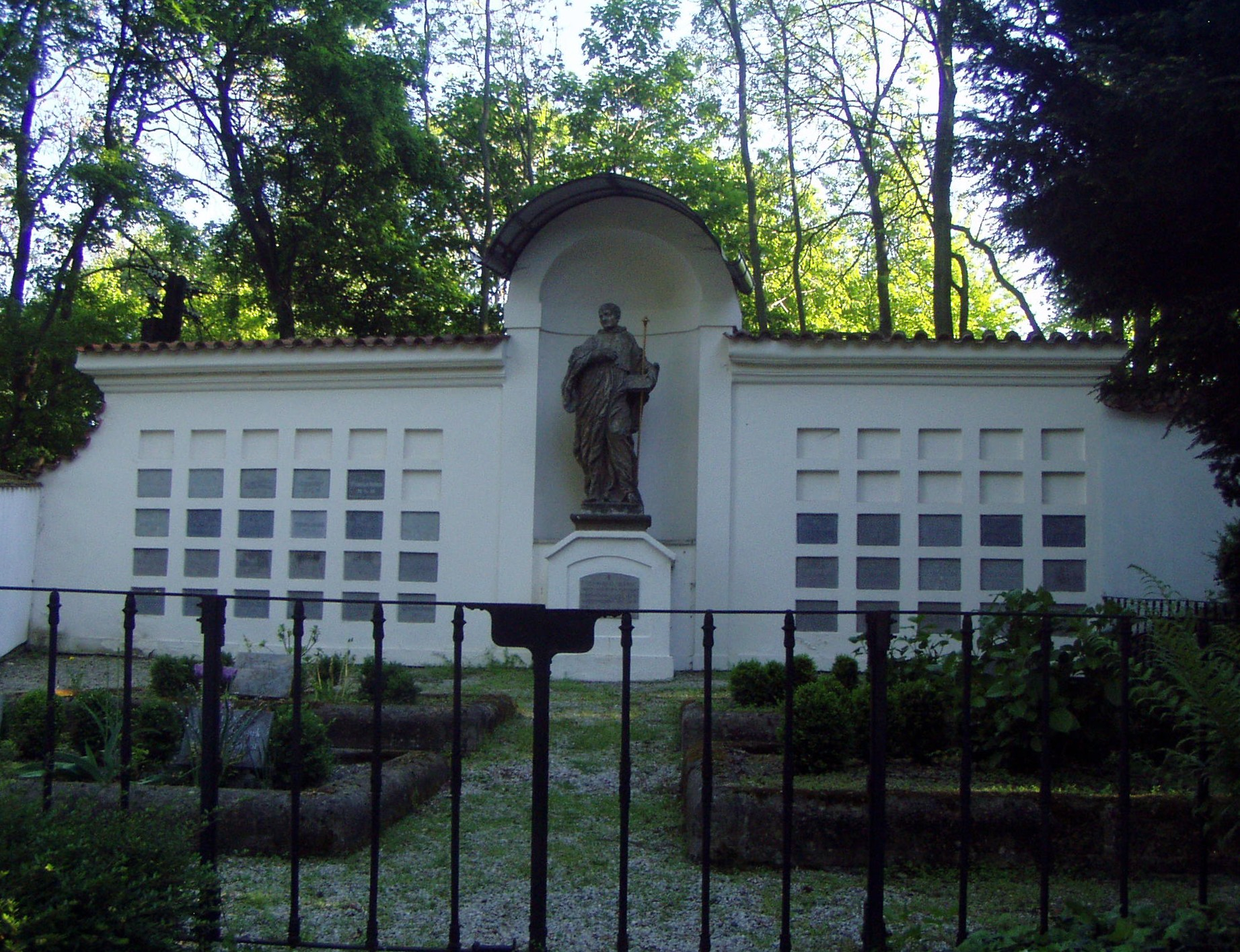
Братська могила ченців-бенедиктинців
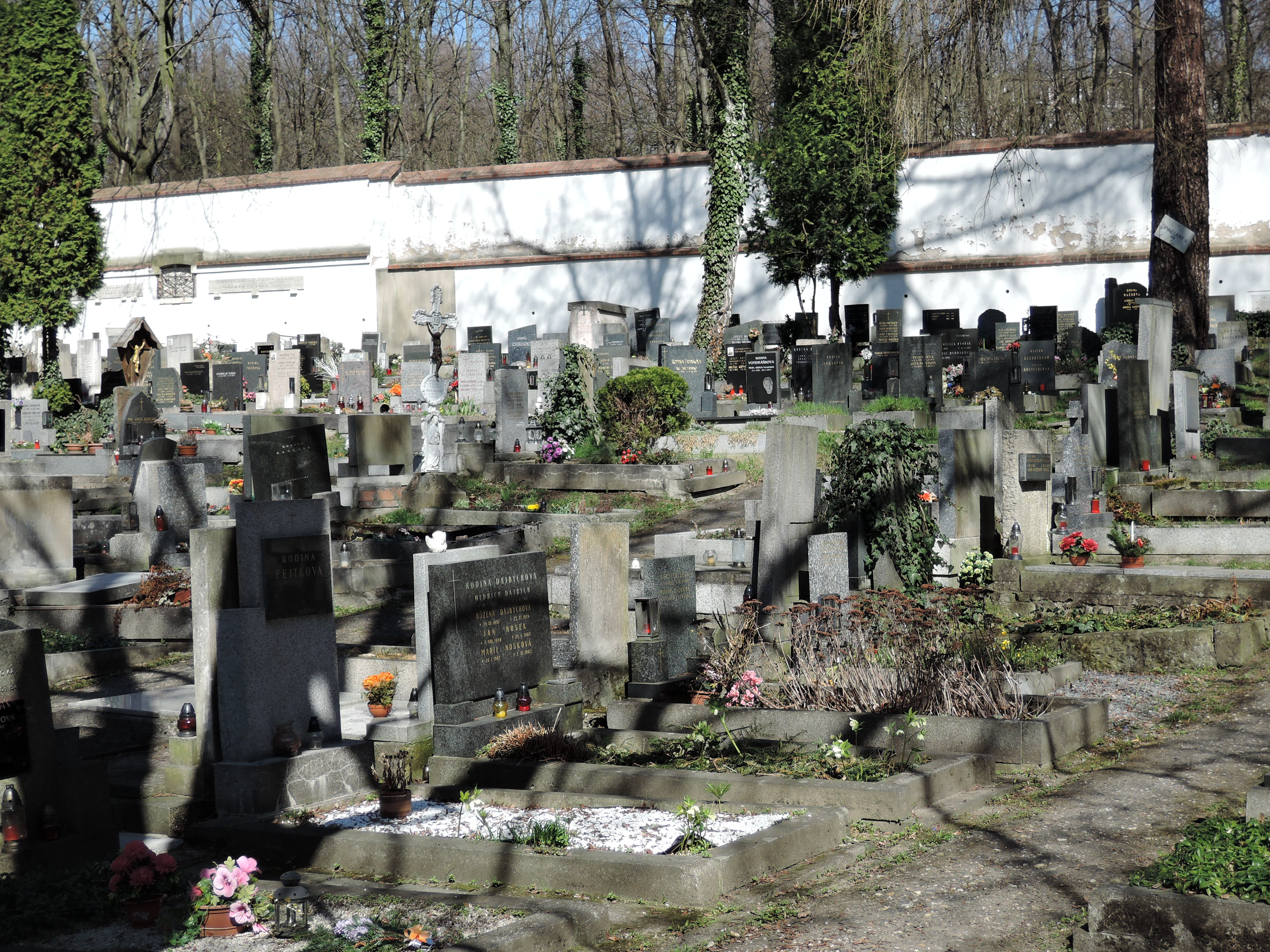
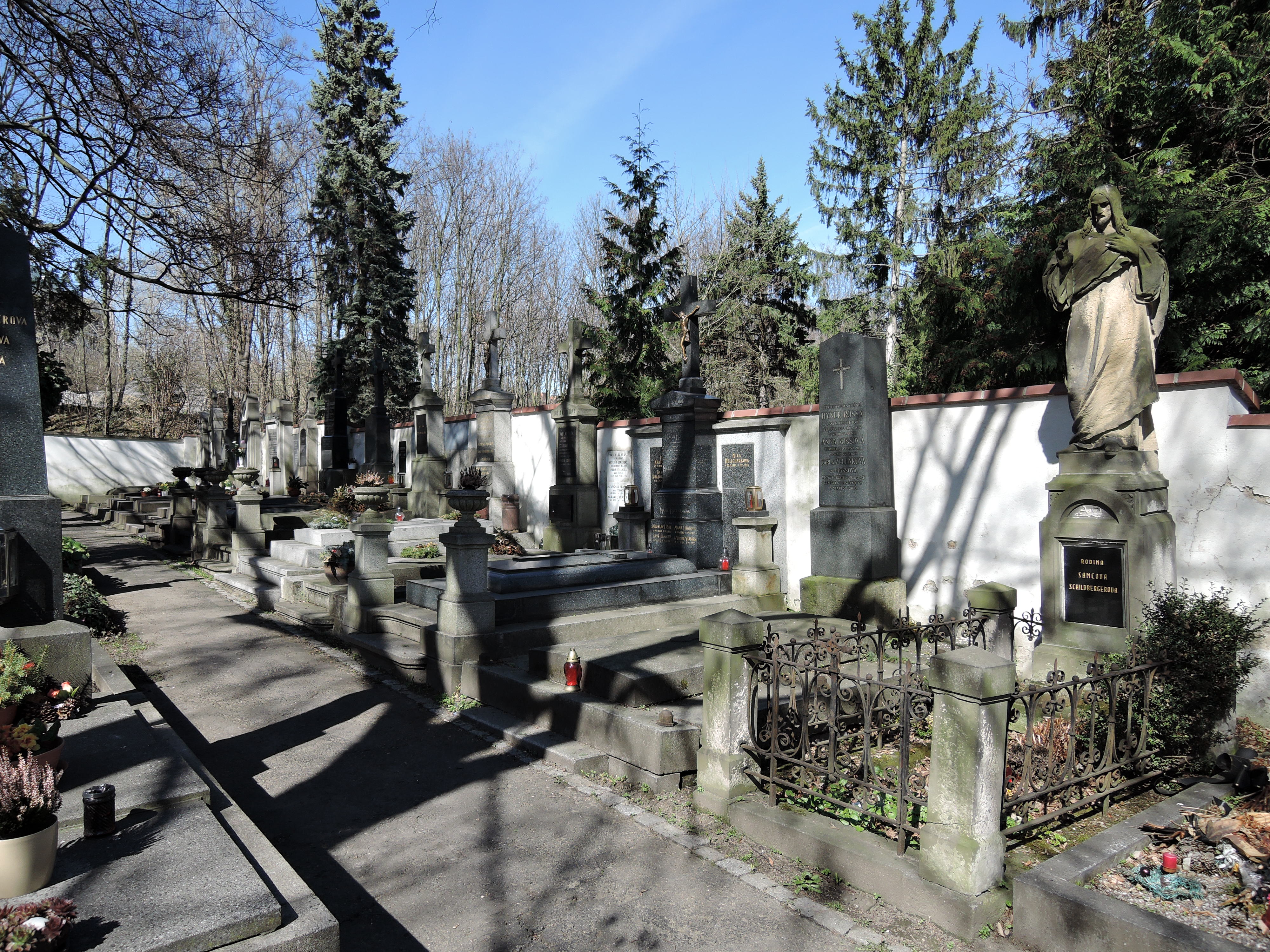